# Ischnothyreus
Ischnothyreus är ett släkte av spindlar. Ischnothyreus ingår i familjen dansspindlar.
Kladogram enligt Catalogue of Life:
| Ischnothyreus | \| \| Ischnothyreus aculeatus \| \| \| \| \| \| Ischnothyreus bipartitus \| \| \| \| \| \| Ischnothyreus browni \| \| \| \| \| \| Ischnothyreus deccanensis \| \| \| \| \| \| Ischnothyreus flagellichelis \| \| \| \| \| \| Ischnothyreus indressus \| \| \| \| \| \| Ischnothyreus khamis \| \| \| \| \| \| Ischnothyreus lanutoo \| \| \| \| \| \| Ischnothyreus linzhiensis \| \| \| \| \| \| Ischnothyreus lymphaseus \| \| \| \| \| \| Ischnothyreus narutomii \| \| \| \| \| \| Ischnothyreus pacificus \| \| \| \| \| \| Ischnothyreus peltifer \| \| \| \| \| \| Ischnothyreus serpentinum \| \| \| \| \| \| Ischnothyreus shillongensis \| \| \| \| \| \| Ischnothyreus subaculeatus \| \| \| \| \| \| Ischnothyreus velox \| \| \| \| \| \| Ischnothyreus vestigator \| \| \| \| \| \| Ischnothyreus yueluensis \| \| \| \| |
|               | \| \| Ischnothyreus aculeatus \| \| \| \| \| \| Ischnothyreus bipartitus \| \| \| \| \| \| Ischnothyreus browni \| \| \| \| \| \| Ischnothyreus deccanensis \| \| \| \| \| \| Ischnothyreus flagellichelis \| \| \| \| \| \| Ischnothyreus indressus \| \| \| \| \| \| Ischnothyreus khamis \| \| \| \| \| \| Ischnothyreus lanutoo \| \| \| \| \| \| Ischnothyreus linzhiensis \| \| \| \| \| \| Ischnothyreus lymphaseus \| \| \| \| \| \| Ischnothyreus narutomii \| \| \| \| \| \| Ischnothyreus pacificus \| \| \| \| \| \| Ischnothyreus peltifer \| \| \| \| \| \| Ischnothyreus serpentinum \| \| \| \| \| \| Ischnothyreus shillongensis \| \| \| \| \| \| Ischnothyreus subaculeatus \| \| \| \| \| \| Ischnothyreus velox \| \| \| \| \| \| Ischnothyreus vestigator \| \| \| \| \| \| Ischnothyreus yueluensis \| \| \| \| |
|               | Ischnothyreus aculeatus |
|               | |
|               | Ischnothyreus bipartitus |
|               | |
|               | Ischnothyreus browni |
|               | |
|               | Ischnothyreus deccanensis |
|               | |
|               | Ischnothyreus flagellichelis |
|               | |
|               | Ischnothyreus indressus |
|               | |
|               | Ischnothyreus khamis |
|               | |
|               | Ischnothyreus lanutoo |
|               | |
|               | Ischnothyreus linzhiensis |
|               | |
|               | Ischnothyreus lymphaseus |
|               | |
|               | Ischnothyreus narutomii |
|               | |
|               | Ischnothyreus pacificus |
|               | |
|               | Ischnothyreus peltifer |
|               | |
|               | Ischnothyreus serpentinum |
|               | |
|               | Ischnothyreus shillongensis |
|               | |
|               | Ischnothyreus subaculeatus |
|               | |
|               | Ischnothyreus velox |
|               | |
|               | Ischnothyreus vestigator |
|               | |
|               | Ischnothyreus yueluensis |
|               | |